# فورت رایلی-کمپ وایت‌ساید (کانزاس)
فورت رایلی-کمپ وایت‌ساید (به انگلیسی: Fort Riley-Camp Whiteside) یک منطقهٔ مسکونی در ایالات متحده آمریکا است که در شهرستان گاری، کانزاس واقع شده‌است. فورت رایلی-کمپ وایت‌ساید ۱٫۸ کیلومتر مربع مساحت و ۱۰۳ نفر جمعیت دارد.